# ボリス・ヴァーンニコフ
ボリス・リヴォーヴィチ・ヴァーンニコフ (ロシア語: Бори́с Льво́вич Ва́нников, ラテン文字転写: Boris L'vovich Vannikov; 1897年8月26日 - 1962年2月22日) は、ソ連の政治家、政治将校。

## 生涯
ロシア帝国のバクー出身。ユダヤ系アゼルバイジャン人。1939年1月から1941年6月7日までは兵器人民委員だった。1941年6月7日に「職務不遂行」の容疑で逮捕された。しかし6月22日に独ソ戦が開始されたため7月25日には釈放され、1942年2月から1946年6月の間に弾薬副人民委員に任命された。
1945年から1953年を通じてヴァーンニコフはソビエト連邦人民委員会議の第1本部総局長だった。この役職でヴァーンニコフはソ連の原子爆弾計画を監督しているラヴレンチー・ベリヤの直接の主導の下で働いていた。彼は不注意に試験炉の近くを歩いていた、核科学者のユーリー・ハリトーンとイーゴリ・クルチャトフを助けた。ヴァーンニコフは高い体脂肪率によって臨界量に達した中性子に近づいても無事だった。
ヴァーンニコフは3回社会主義労働英雄（1942年・1949年・1954年）を授与され、2回スターリン賞（1951年・1953年）を受賞した。1953年のベリヤの逮捕と死後には、ヴァーンニコフは中央機械次官（ソ連の原子力研究と核兵器製造担当の秘匿名称）の位置に降格された。1958年に引退。